# Établissement métis de Peavine
L'établissement métis de Peavine est une communauté située dans la province d'Alberta, dans le centre-nord.